# Augustus John

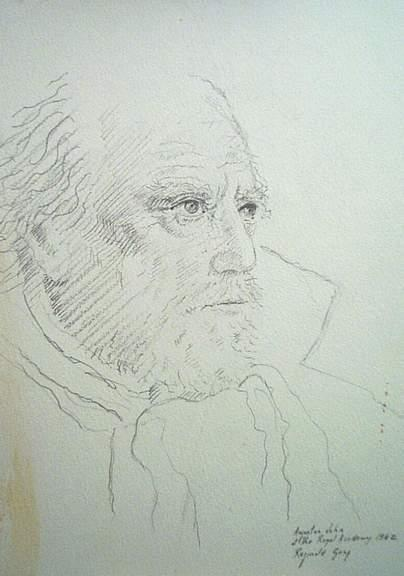
Augustus John de Reginald Gray, na Royal Academy London em 1960 (coleção Mr. Derry O'Sullivan. Paris)

Augustus Edwin John (Tenby, 4 de janeiro de 1878 - Fordingbridge, 13 de outubro de 1961) foi um pintor e gravurista galês. Augustus John estudou na Academia de Liverpool na Escola de Arte de Londres com Ford Madox Brown, ficou conhecido por seu talento como sua irmã Gwen John, outra artista de destaque na época.
O primeiro trabalho de sua carreira como artista foi inspirado por Rembrandt. A maioria de suas obras foram retratos, caracterizados por uma grande vitalidade e uma profunda análise psicológica. John retrata muitos dos seus contemporâneos famosos, como Thomas Hardy, Yeats, George Bernard Shaw, James Joyce, e Isabel II; de acordo com a maioria dos críticos o melhor de seus retratos é o que realizou do poeta de galês Dylan Thomas. Durante a Primeira Guerra Mundial, ele estava ligado às forças canadenses como um artista de guerra e fez uma série de retratos memoráveis da infantaria canadense.

## Retratos
Embora conhecido no início do século por seus desenhos e gravuras, a maior parte do trabalho posterior de John consistia em retratos. Ele era conhecido pela percepção psicológica de seus retratos, muitos dos quais foram considerados "cruéis" pela veracidade da representação. Lord Leverhulme ficou tão chateado com seu retrato que cortou a cabeça (uma vez que apenas aquela parte da imagem poderia ser facilmente escondida em seu cofre), mas quando o restante da imagem foi devolvido por engano a John, houve um clamor internacional sobre o profanação.

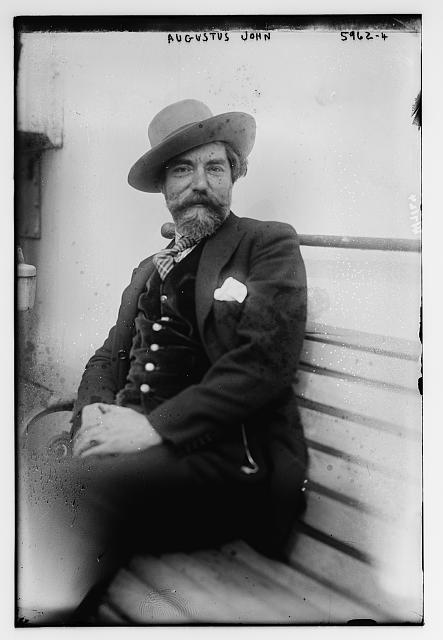
Augustus John posa para a imprensa americana a bordo de um navio.

Na década de 1920, John era o principal pintor de retratos da Grã-Bretanha. John pintou muitos contemporâneos ilustres, incluindo T. E. Lawrence, Thomas Hardy, W. B. Yeats, Aleister Crowley, Lady Gregory, Tallulah Bankhead, George Bernard Shaw, a violoncelista Guilhermina Suggia, a Marchesa Casati e Elizabeth Bibesco. Talvez seu retrato mais famoso seja o de seu compatriota, Dylan Thomas, que ele apresentou a Caitlin Macnamara, sua amante que mais tarde se tornou a esposa de Thomas. Retratos de Dylan Thomas por John são mantidos pelo National Museum Wales e pela National Portrait Gallery.

Augustus John com Tallulah Bankhead e seu retrato (1929).

Foi dito que depois da guerra seus poderes diminuíram conforme sua técnica de bravura se tornou mais superficial. Um crítico afirmou que "o brilho pictórico de seus primeiros trabalhos degenerou em ostentação e bombástica, e a segunda metade de sua longa carreira pouco acrescentou a suas realizações." No entanto, de vez em quando sua inspiração retornava, como aconteceu em uma viagem à Jamaica em 1937. Os trabalhos realizados na Jamaica entre março e maio de 1937 evidenciam um ressurgimento de seus poderes, e totalizaram "o verão de St. Martin de seu gênio criativo".
Sobre seu método para pintar retratos, John explicou: 
Faça uma poça de tinta em sua paleta consistindo na cor predominante do rosto do seu modelo e variando do escuro ao claro. Tendo traçado os traços, tendo o mais cuidado com as proporções, aplique uma camada de tinta de seu preparo, variando apenas a mistura com vermelho suficiente para os lábios e bochechas e cinza para os globos oculares. Este último precisará de toques de branco e provavelmente um pouco de azul, preto, marrom ou verde. Se você se agarrar à poça (supondo que tenha sido preparada corretamente), seu retrato deve estar concluído em uma hora ou mais, e estar pronto para ser destruído antes que a tinta seque, quando você começar de novo.

## Prêmios
- Order of Merit (OM)-1942
- Membro da Royal Academy of Arts (RA)-1954[11]